# Saint-André-en-Terre-Plaine
Saint-André-en-Terre-Plaine är en kommun i departementet Yonne i regionen Bourgogne-Franche-Comté i norra Frankrike. Kommunen ligger i kantonen Guillon som tillhör arrondissementet Avallon. År 2022 hade Saint-André-en-Terre-Plaine 159 invånare.

## Befolkningsutveckling
Antalet invånare i kommunen Saint-André-en-Terre-Plaine
| Referens: INSEE |